# Eutoxeres condamini
O beija-flor-azul-de-bico-de-foice, também conhecido como bico-de-foice-de-pontas-amarelas (nome científico: Eutoxeres condamini), é uma espécie de ave apodiforme pertencente à família dos troquilídeos, que inclui os beija-flores. É um dos dois representantes do gênero dos bicos-de-foice, que pertence à subfamília dos fetornitíneos. Pode ser encontrada em altitudes de 180 aos 3300 metros acima do nível do mar, onde se distribui desde o sul da Colômbia, seguindo ao Equador, norte e centro do Peru e, mais ao oeste, na Bolívia.

## Etimologia
O nome do gênero deriva da uma aglutinação dos termos em grego antigo εὖ, eu, que significa literalmente "bom, bonito"; adicionado do adjetivo τοξηρης, toxērēs, este último que significa literalmente "arqueado, curvado". Essa denominação referencia o formato do bico dos representantes deste gênero. Em contrapartida, seu descritor específico não derivara particularmente de um substantivo comum, mas se trata de uma dedicatória ao explorador, naturalista e matemático francês Charles Marie de la Condamine. Por sua vez, a subespécie Eutoxeres condamini gracilis apresenta um nome que deriva diretamente.
Seu nome comum em ambos dialetos do português brasileiro e português europeu menciona, no início ou no final, o termo "bico-de-foice", em uma referência ao formato de gancho presente nos membros do gênero. Adicionalmente, seu nome comum no português europeu adiciona que esta espécie possui "pontas-amareladas" em contrapartida ao "bico-de-foice-de-pontas-brancas" que apresenta as extremidades da cauda mais esbranquiçadas, enquanto esta espécie possui as pontas da cauda amareladas.

## Descrição
São beija-flores ligeiramente grandes, porém ainda dentro da média, apresentando entre 13 a 15 centímetros de comprimento, com os machos e as fêmeas apresentando plumagem similar, sendo essencialmente idênticos com um dimorfismo sexual pouco pronunciado. Como outros fetornitíneos, apresenta um bico mais curvilíneo do que as outras subfamílias de beija-flores, porém muito mais pronunciadamente em relação às outras espécies, possuindo a forma de um quarto de um círculo. Possui maxilar enegrecido e a mandíbula amarelada. Sua massa corporal apresenta uma variação entre 7,9 aos 12,5 gramas, sendo bastante pesados em comparação com uma maioria de espécies de beija-flor. Suas partes superiores se tornam esverdeadas, em uma coloração similar à oliva, quando atingem a maturidade, ao que sua garganta e seu torso são de coloração mais escura, enegrecida. Enquanto isso, o restante das partes inferiores são verde-oliva com muitas listras esbranquiçadas. Sua cauda, assim como outros com o qual esta espécie compartilha sua família, possui um total de dez penas caudais que, nesse caso, são majoritariamente esverdeadas, com as plumas externas sendo ainda esverdeadas, embora mais escuras e mais acastanhadas nas laterais. Eutoxeres condamini condamini possui um bico relativamente mais comprido e mais listras no abdômen. Enquanto a outra subespécie, Eutoxeres condamini gracilis, apresenta um bico menor e abdômen menos listrado.

## Distribuição e habitat
Sua subespécie com distribuição geográfica mais ao norte, Eutoxeres condamini condamini, pode ser encontrada desde o sul da Colômbia, seguindo pelo Equador e, depois, distribuindo-se ao norte do Peru. Sua outra subespécie que é bem mais sulista, Eutoxeres condamini gracilis, se distribui desde a região mais central do Peru, seguindo mais ao sul, em direção ao noroeste da Bolívia. Onde ambas as espécies de Eutoxeres são simpátricas, estes podem ser diferenciados por plumagem mais amarelo-acastanhada nas rêmiges, que são esbranquiçadas no beija-flor-de-bico-de-foice; estes beija-flores ocorrem simultaneamente nos contrafortes do departamento de Putumayo, em torno do município de Mocoa, ambos colombianos. Esta espécie habita os sub-bosques da floresta montanhosa de folhas persistentes. É restrito à vegetação rasteira de habitats florestais e arborizados úmidos, registrados de 180 aos 3290 metros acima do nível do mar. Estes toleram mais distúrbios de habitat do que seu congênere, ocorrendo regularmente em plantações, bambuzais e habitat aberto onde as populações são saudáveis, embora ainda prefira a vegetação natural. Pode ser encontrado simultaneamente nas florestas secundárias recentemente formadas, assim como nas florestas primárias, apresentando preferência por um habitat misto entre as duas vegetações.

## Sistemática
São reconhecidas duas subespécies:
- Eutoxeres condamini condamini (Bourcier, 1851) — subespécie nominal; pode ser encontrado desde os Andes orientais do sudeste da Colômbia ao norte do Peru;
- Eutoxeres condamini gracilis Berlepsch & Stolzmann, 1902 — pode ser encontrado nos Andes orientais do Peru central e sul ao noroeste da Bolívia

## Comportamento
Existem quase nenhuma informação sobre a movimentação dos beija-flores-azuis-de-bico-de-foice, entretanto, acredita-se que esta espécie não realize qualquer migração, sendo sedentária.

### Alimentação
Os beija-flores-de-bico-de-foice se alimentam principalmente de néctar. O bico curvilíneo caracteriza uma adaptação ao formato das flores, especialmente aquelas dos gêneros Centropogon e Heliconia, e normalmente se agarra à flor enquanto se alimenta. Esta espécie alimenta-se através de armadilhas, visitando um circuito de plantas com flores e não defendendo nenhuma área em particular. Os bicos-de-foice também se alimentam de insetos, recolhendo-os de teias de aranha ou troncos e galhos.

### Reprodução
Os dois ovos brancos são colocados em um ninho preso na parte inferior de uma folha, alguns metros acima do solo. No sul da Cordilheira Oriental da Colômbia, a construção do ninho foi observada em julho ou agosto, e nas terras baixas da província equatoriana de Napo em meados de janeiro. Aves com gônadas aumentadas foram encontradas no Peru de setembro a novembro. Apenas a fêmea incuba; o período de incubação é de 16 a 18 dias e a emplumação dos filhotes 22 a 24 dias após a eclosão. Eles começam a se reproduzir um ou dois anos após atingir a maturidade sexual.

### Vocalizações
As vocalizações dos beija-flores-de-bico-de-foice são "uma série complexa de guinchos finos e chorosos, seguidos por algumas notas tseep estridentes e agudas". Parece haver alguma variação geográfica nele. Uma descrição de sua chamada é "notas tsitting agudas, finas e agudas".

## Estado de conservação
A União Internacional para a Conservação da Natureza avaliou o beija-flor-andino como sendo uma espécie "pouco preocupante", embora o tamanho e a tendência de sua população sejam desconhecidos. Nenhuma ameaça imediata ao seu habitat foi identificada. É considerado bastante comum e é encontrado em pelo menos uma área protegida.